# جنتشون (محافظة)
محافظة جنتشون (جنتشون-غون) هي محافظة تقع في تشنغتشونغبوك-دو مقاطعة (تشنغتشونغ الشمالية) , كوريا الجنوبية.

## المناخ
| البيانات المناخية لـ{{{location}}} | البيانات المناخية لـ{{{location}}} | البيانات المناخية لـ{{{location}}} | البيانات المناخية لـ{{{location}}} | البيانات المناخية لـ{{{location}}} | البيانات المناخية لـ{{{location}}} | البيانات المناخية لـ{{{location}}} | البيانات المناخية لـ{{{location}}} | البيانات المناخية لـ{{{location}}} | البيانات المناخية لـ{{{location}}} | البيانات المناخية لـ{{{location}}} | البيانات المناخية لـ{{{location}}} | البيانات المناخية لـ{{{location}}} | البيانات المناخية لـ{{{location}}} |
| الشهر                              | يناير                              | فبراير                             | مارس                               | أبريل                              | مايو                               | يونيو                              | يوليو                              | أغسطس                              | سبتمبر                             | أكتوبر                             | نوفمبر                             | ديسمبر                             | المعدل السنوي                      |
| ---------------------------------- | ---------------------------------- | ---------------------------------- | ---------------------------------- | ---------------------------------- | ---------------------------------- | ---------------------------------- | ---------------------------------- | ---------------------------------- | ---------------------------------- | ---------------------------------- | ---------------------------------- | ---------------------------------- | ---------------------------------- |
| متوسط درجة الحرارة الكبرى °م (°ف)  | 3.3 (37.9)                         | 6.5 (43.7)                         | 12.3 (54.1)                        | 19.6 (67.3)                        | 24.6 (76.3)                        | 28 (82)                            | 29.6 (85.3)                        | 30.2 (86.4)                        | 26.6 (79.9)                        | 20.8 (69.4)                        | 13.1 (55.6)                        | 5.5 (41.9)                         | 18.3 (65.0)                        |
| متوسط درجة الحرارة الصغرى °م (°ف)  | −2.4 (27.7)                        | −3 (27)                            | 0.5 (32.9)                         | 6.4 (43.5)                         | 12.1 (53.8)                        | 16.4 (61.5)                        | 17.3 (63.1)                        | 18.4 (65.1)                        | 13.9 (57.0)                        | 8.8 (47.8)                         | 4.9 (40.8)                         | 2 (36)                             | 7.9 (46.4)                         |
| متوسط الأيام الممطرة               | 3                                  | 3                                  | 4                                  | 5                                  | 5                                  | 7                                  | 12                                 | 10                                 | 7                                  | 3                                  | 3                                  | 3                                  | 65                                 |
| المصدر: Storm247                   |                                    |                                    |                                    |                                    |                                    |                                    |                                    |                                    |                                    |                                    |                                    |                                    |                                    |

## توأمة
لجنتشون (محافظة) اتفاقيات توأمة مع:
- فاليجو

## وصلات خارجية
- Jincheon County government English-language home page